# Nobuhiro Takeda (Fußballspieler, 1965)
Nobuhiro Takeda (jap. 武田 亘弘, Takeda Nobuhiro; * 22. März 1965 in der Präfektur Osaka) ist ein ehemaliger japanischer Fußballspieler.

## Karriere

### Verein
Takeda erlernte das Fußballspielen in der Schulmannschaft der Sakuranomiya High School und der Universitätsmannschaft der Osaka University of Health and Sport Sciences. Seinen ersten Vertrag unterschrieb er 1987 beim Honda FC, dort spielte er in der höchsten Liga, der Japan Soccer League. 1991 erreichte er das Finale des JSL Cup. Für den Verein absolvierte er 85 Spiele. 1994 wechselte er zum Ligakonkurrenten Cerezo Osaka. 1994 wurde er mit dem Verein Meister der Japan Football League und stieg in die J1 League auf. Für den Verein absolvierte er 30 Spiele. 1997 beendete er seine Spielerkarriere.

### Nationalmannschaft
Takeda wurde 1989 in den Kader der japanischen Futsalnationalmannschaft berufen und kam bei der Futsal-Weltmeisterschaft 1989 zum Einsatz.